# ترمنايتور جنيسس
المبيد جنسايس (بالإنجليزية: Terminator Genisys)‏ هو فيلم خيال علمي وحركة أمريكي 2015، من إخراج آلان تايلور وكتابة لاليتا كالغوريدس وباتريك لاسير. الفيلم هو الخامس ضمن سلسلة أفلام المبيد. الفيلم من بطولة أرنولد شوارزنيجر بدور المبيد T-101، يشاركه التمثيل جيسون كلارك وإميليا كلارك وجاي كورتني. القصة تتبع الجندي كايل ريس (كورتني) في حرب ضد الذكاء الاصناعي سكاي نت، الذي يسعى للقضاء على الجنس البشري. في سلسلة من أحداث مشابهة لفيلم المبيد (1984)، يقوم قائد المقاومة البشرية جون كونور (جيسون كلارك) بارسال كايل ريس عبر الزمن من سنة 2029 إلى 1984 من أجل حماية والدة كونر، سارة كونور (إميليا كلارك) المستهدفة من قبل سكاي نت. لكن عند وصول ريس إلى الماضي يكشتف أن الجدول الزمني قد تغير وأن سارة تم تربيتها منذ الطفولة على يد مبيد أعيدت برمجته يعرف بأسم الحارس (شوارزنيجر).
صدر الفيلم في 1 يوليو 2015، وتلقى مراجعات سلبية ووصلت إيرادته العالمية إلى أكثر من 318 مليون $. الفيلم مقرر أن يكون الأول ضمن ثلاثية جديدة.

## روابط خارجية
- الموقع الرسمي
- ترمنايتور جنيسس على موقع IMDb (الإنجليزية)
- ترمنايتور جنيسس على موقع ميتاكريتيك (الإنجليزية)
- ترمنايتور جنيسس على موقع روتن توميتوز (الإنجليزية)
- ترمنايتور جنيسس على موقع نتفليكس (الإنجليزية)
- ترمنايتور جنيسس على موقع قاعدة بيانات الأفلام العربية
- ترمنايتور جنيسس على موقع ألو سيني (الفرنسية)
- ترمنايتور جنيسس على موقع Turner Classic Movies (الإنجليزية)
- ترمنايتور جنيسس على موقع أول موفي (الإنجليزية)
- ترمنايتور جنيسس على موقع بوكس أوفيس موجو (الإنجليزية)
- ترمنايتور جنيسس على موقع فيلمافينيتي (الإسبانية)